# Szeged LC
A Szeged LC egy mára már megszűnt szegedi labdarúgócsapat volt.

## Története
Sok változást hozott 1998 nyara a szegedi labdarúgásban. Egyrészt tovább folytatta NB II-es szereplését a SZEAC együttese, ám ez tiszavirág életűnek bizonyult. 1998. december 5.-én az MLSZ közgyűlésén Bereczk Imre visszaléptette a fél szezon után 15. helyen álló csapatát az NB II-től. Másrészt, de még ezelőtt, 1998 nyarán a szegedi önkormányzat a július 9-i közgyűlésén úgy döntött, hogy hivatalosan is szétválasztja a Szeged-Dorozsma másodosztályú csapatát. Az addigi jogelőd kiskundorozsmai klubot - anyagi szolgáltatás ellenében - a Csongrád megyei III. osztályba küldte vissza, míg a Szeged-Dorozsmából megalakították a Szeged LC nevű csapatot, s itt, ennél a klubnál már a régi szegedi jogelőd-klub eredményeit vették ismét számításba. A színösszeállítás is megváltozott, a kiskundorozsmai sajátosságnak számító zöld-fehér szín és az 1923-as alapítási év egyaránt eltűnt (azaz visszament az önálló klubként rajtoló Kiskundorozsmával együtt a megyei III. osztályba), és Nagylaki Kálmán klubelnök a SZEOL-korszak óta tradicionálisnak számító kék-fehér-fekete színösszeállítást, a hagyományos szegedi diszkoszvetős címert és ezzel együtt az 1899-es alapítási évet vezette be, hozta vissza a Szeged LC számára. A csapat a '98-99. évi másodosztályú bronzérmet szerezte meg.
A Szeged LC - a klubtörténet 51. NB I-es idényében - fantasztikusan kezdte szereplését az NB I-ben, ám a történet totális csőddel és az NB I-ből történő kizárással végződött. 2000 tavaszán Nemzeti Bajnokságban szereplő csapat nélkül maradt Szeged városa, a klub megszűnt.

## Korábbi vezetőedzők
| Név             |                  |                  | Mérk. | Győz. | Dönt. | Ver. |
| --------------- | ---------------- | ---------------- | ----- | ----- | ----- | ---- |
| Ebedli Ferenc   |                  | 1999. július     |       |       |       |      |
| Strausz László  | 1999. augusztus  | 1999. augusztus  | 4     | 0     | 1     | 3    |
| Nagylaki Kálmán | 1999. szeptember | 1999. szeptember | 3     | 1     | 1     | 1    |
| Linka József    | 1999. október    | 1999. december   | 10    | 2     | 3     | 5    |

## Sikerek
- NB II bronzérmes: 1998-99

## Eredmények

### Élvonalbeli bajnoki szereplések
A csapat 1 alkalommal szerepelt az élvonalban 1999-ben.
- Magyar labdarúgó-bajnokság (1999)

| Idény   | Helyezés |
| ------- | -------- |
| 1999-00 | 18. hely |

## Híres játékosok
* a félkövérrel írt játékosok rendelkeznek felnőtt válogatottsággal.
| - Dejan Godar - Vjacseszlav Jeremejev - Cseke László - Herczku Szabolcs - Oláh Lóránt - Udvari Szabolcs - Urbán Flórián - Vörös Péter |